# Embelia rodgeri
Embelia rodgeri là một loài thực vật có hoa trong họ Anh thảo. Loài này được W.W.Sm. mô tả khoa học đầu tiên năm 1914.